# Liste d'ascendance
Pour les articles homonymes, voir Ascendance.
 (mars 2014).
Si vous disposez d'ouvrages ou d'articles de référence ou si vous connaissez des sites web de qualité traitant du thème abordé ici, merci de compléter l'article en donnant les références utiles à sa vérifiabilité et en les liant à la section « Notes et références ».
Une liste d'ascendance est utilisée, en généalogie, pour réunir les différents ancêtres d'une personne dans une présentation plus compacte que celle des tableaux d'ascendance.
Compte tenu des inévitables lacunes qui se présentent, à un moment ou à un autre, dans la « généalogie » de chacun, un grand nombre de généalogistes préfèrent utiliser, même dans leurs recherches quotidiennes, le système de la liste numérique d'ascendance, dans laquelle le sujet et ses ancêtres sont présentés dans l'ordre de la numérotation de Sosa-Stradonitz.

## Inconvénients et avantages
Ce système, à la différence des tableaux d'ascendance, présente l'inconvénient de ne pas permettre la visualisation des liens de parenté entre les ancêtres des divers degrés. Toutefois, la plupart des généalogistes intègrent rapidement le réflexe pour repérer l'enfant ou les parents de telle personne. Il est par exemple facile de calculer de tête, pour une ancêtre 733, qu'elle est fille de 1466 et 1467, et elle-même épouse de 732 et mère de 366 (733 - 1 = 732. 732/2 = 366).
La présentation en liste apporte certains avantages : confronté à un ou plusieurs ancêtres non identifiés, le généalogiste les omet tout simplement dans sa liste. Par exemple, au 13e degré, on pourra avoir le couple 8192-8193 directement suivi du couple 10544-10545.
De plus, compte tenu des mariages consanguins, lesquels entraînent, dans toutes les familles, la présence de plusieurs mêmes ancêtres à des places différentes, si le couple 4096-4097 est le même que le couple 4564-4565 et que le couple 5688-5689, on gardera les informations complètes aux numéros les plus petits, tandis que pour les « doublons » suivants, on listera simplement 4564 = 4096, 4565 = 4097, 5688 = 4096 et 5689 = 4097.
Certains, mais ce n'est pas un usage généralisé, s'abstiendront alors de lister plus loin les éventuels ancêtres 9128, 9129, 9130, 9131, 11376, 11377, 11378, 11379 et leurs ancêtres respectifs lorsqu'ils sont connus. D'autres préfèrent lister les ancêtres « multiples » à chacun de leurs « lieux d'apparition » dans la grande farandole des aïeux. Ce n'est qu'un choix personnel.
Il est évident que, par exemple dans les cas de généalogies royales, où les mariages consanguins sont plus fréquents que dans les milieux plus « modestes » (et pour lesquels on dispose de sources plus nombreuses et plus anciennes), répertorier chaque ancêtre à chacun de ses « lieux d'apparition » serait fastidieux : le roi Louis IX de France apparaît par exemple des centaines de fois dans la généalogie des divers Capétiens actuels (Bourbons, Orléans, etc.). Dans une généalogie plus « modeste », on rencontrera fréquemment des couples ou des personnes apparaissant deux, trois, quatre ou une dizaine de fois, mais guère souvent plus.

## Variantes possibles

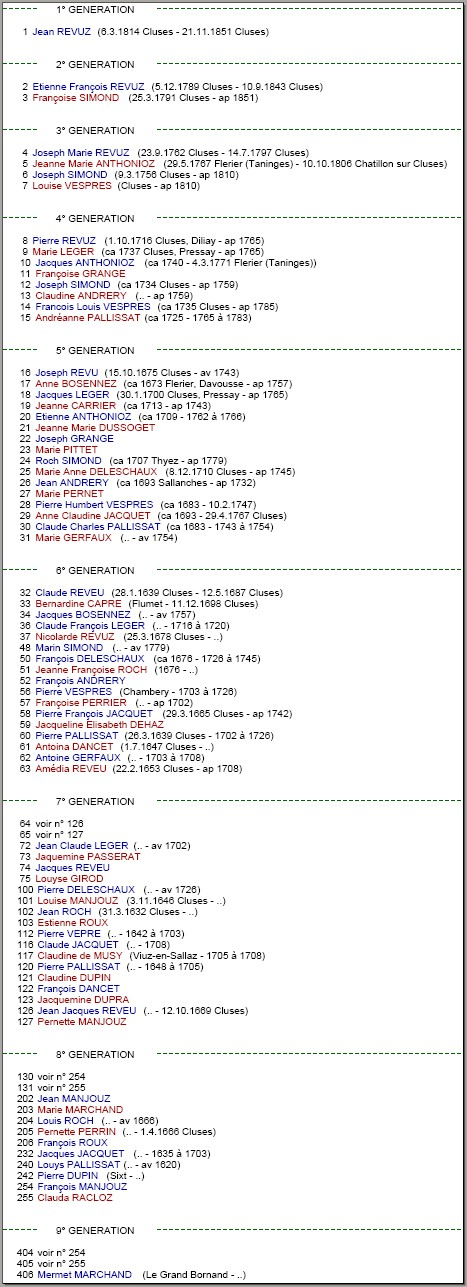
Exemple d'une liste d'ascendance
(générée avec le logiciel WinAncêtre)

La présentation de la liste d'ascendance peut subir quelques variantes :
- La liste « brute » :

1 : sujet
2 : père
3 : mère
4 : grand-père paternel
5 : grand-mère paternelle
6 : grand-père maternel
7 : grand-mère maternelle
8 : père de 4
9 : mère de 4
10 : père de 5
11 : mère de 5
12 : père de 6
13 : mère de 6
14 : père de 7
15 : mère de 7
etc.
- La liste avec degrés d'ascendance et interligne séparateur entre les couples pour la lisibilité :

Sujet (degré « zéro »)
1 : sujet
Premier degré d'ascendance :
2 : père
3 : mère
Deuxième degré d'ascendance :
4 : grand-père paternel
5 : grand-mère paternelle
6 : grand-père maternel
7 : grand-mère maternelle
Troisième degré d'ascendance :
8 : père de 4
9 : mère de 4
10 : père de 5
11 : mère de 5
12 : père de 6
13 : mère de 6
14 : père de 7
15 : mère de 7
etc.
Là aussi, comme dans le cadre des tableaux d'ascendance, de nombreux généalogistes contemporains ne tiennent aucun compte de l'ordonnancement des degrés lié aux puissances de 2, base du système dit de Sosa-Stradonitz.

## Exemples concrets

### Liste tabulée
La rubrique concernant chaque couple peut être présentée en une sorte de tableau simplifié (dans la pratique, la rangée de titres de colonnes n'apparaîtra pas pour chaque couple, mais sera donnée soit une fois pour toutes au début de la liste – cas le plus fréquent –, soit répétée en en-tête de chaque page de la liste) :
| Sosa | Identité            | Naissance (ou baptême)        | Décès (ou sépulture)          | Mariage                       |
| ---- | ------------------- | ----------------------------- | ----------------------------- | ----------------------------- |
| 204  | Lambert Noisez      | 23/08/1765 à Felleries (Nord) | 03/09/1842 à Felleries (Nord) | 25/06/1788 à Felleries (Nord) |
| 205  | Gertrude Compagnies | 11/07/1761 à Felleries (Nord) | 01/05/1833 à Felleries (Nord) |                               |

Noter que, la plupart du temps, les généalogistes français adoptent, dans les listes d'ascendance non rédigées, une présentation des dates sous la forme jj/mm/aaaa, qui permet un « alignement » de ce type de données dans les colonnes ou dans les listes.
Les informations relatives au mariage peuvent être répétées  sur la ligne de chacun des époux, cantonnées à la ligne du mari ou encore fusionnées en une case globale pour les deux époux :
| Sosa | Identité            | Naissance (ou baptême)             | Décès (ou sépulture)          | Mariage                       |
| ---- | ------------------- | ---------------------------------- | ----------------------------- | ----------------------------- |
| 204  | Lambert Noisez      | 23/08/1765 à Felleries (Nord)      | 03/09/1842 à Felleries (Nord) | 25/06/1788 à Felleries (Nord) |
| 205  | Gertrude Compagnies | 11 juillet 1761 à Felleries (Nord) | 01/05/1833 à Felleries (Nord) | 25/06/1788 à Felleries (Nord) |

S'il y a beaucoup de prénoms, ou si les noms de localité sont très longs, on peut envisager le fractionnement des informations pour chaque personne sur deux ou trois lignes :
| Sosa | Identité                     | Naissance (ou baptême)                     | Décès (ou sépulture)                             | Mariage                                          |
| ---- | ---------------------------- | ------------------------------------------ | ------------------------------------------------ | ------------------------------------------------ |
| 48   | Louis Polycarpe Toutain      | 27/04/1814 Le Plessis-Dorin (Loir-et-Cher) | 08/04/1874 Saint-Jean-Froidmentel (Loir-et-Cher) | 14/06/1842 Saint-Jean-Froidmentel (Loir-et-Cher) |
| 49   | Catherine Véronique Crosnier | 26/04/1818 Morée (Loir-et-Cher)            | après le 02/01/1878                              |                                                  |

Signalons un usage très fréquent parmi les généalogistes français, qui consiste à lister les personnes en énonçant en premier lieu le nom de famille de la personne, et en l'inscrivant en capitales, pour différencier, par exemple Pierre FRANÇOIS et François PIERRE, et à résumer le département par son code Insee. Le tableau précédent devient :
| Sosa | Identité                     | Naissance (ou baptême)           | Décès (ou sépulture)                   | Mariage                                |
| ---- | ---------------------------- | -------------------------------- | -------------------------------------- | -------------------------------------- |
| 48   | TOUTAIN Louis Polycarpe      | 27/04/1814 Le Plessis-Dorin (41) | 08/04/1874 Saint-Jean-Froidmentel (41) | 14/06/1842 Saint-Jean-Froidmentel (41) |
| 49   | CROSNIER Catherine Véronique | 26/04/1818 Morée (41)            | après le 02/01/1878                    |                                        |

La présentation des noms de famille en lettres capitales doit respecter les règles d'accentuation du français, par exemple ANDRÉ ou BENOÎT.

### Liste rédigée
La rubrique concernant un couple peut parfaitement être « rédigée », en incluant diverses données relatives à chacune des personnes (dates et lieux de naissance et de décès, professions, titres, domiciles, dates et lieux du mariage, du divorce).
N° 204, Lambert Noisez, tourneur en bois, né le 23 août 1765 à Felleries (Nord), mort le 3 septembre 1842 (id.), a épousé, le 25 juin 1788 (id.) : n° 205, Gertrude Compagnies, née le 11 juillet 1761 (id.), morte le 1er mai 1833 (id.)
Les rubriques concernant un couple peuvent en outre être suivies, ce qui est plus difficilement réalisable, et moins lisible, avec la version « en tableau », de la liste succincte des enfants du couple, en ajoutant au besoin des retraits pour la clarté de la lecture :
N° 204, Lambert Noisez, tourneur en bois, né le 23 août 1765 à Felleries (Nord), mort le 3 septembre 1842 (id.), a épousé, le 25 juin 1788 (id.) : n° 205, Gertrude Compagnies, née le 11 juillet 1761 (id.), morte le 1er mai 1833 (id.), union dont sont issus :
- Marie Christine Noisez (1789-1868), x 1809/1819 Célestin Hersois
- Étienne Lambert Noisez (1791-?)
- Marie Rose Noisez (1794-1794)
- Marie Josèphe Noisez (1794-?), peut-être identique à la précédente
- Marie Ursule Noisez (1798-apr. 1829), x 1822 Siméon Joseph Godebille
- Joachime Noisez (1799-1832), x 1828 Xavier Piraux
- (n° 102) Jean-Baptiste Noisez (Noiset) (1802-1879), x 1826 (n° 103) Amélie Sandrart
- Lambert Noisez (1806-1851), x 1829 Marie Marguerite Godebille